# フランキー・ヴァリ
フランキー・ヴァリ（Frankie Valli、1934年5月3日 - ）は、アメリカ合衆国のポピュラー・シンガー。1960年に結成されたフォー・シーズンズのリード・ヴォーカルとして一世を風靡しソロでも成功。非常に鋭く力強いファルセットを生かした唯一無二の魅力的な歌声でよく知られている。独特の声色を持つヴァリの声域はとても広く、その高音はポップ史上最も高い男性ファルセットだと言われている（2001年時点）。「ローリング・ストーンの選ぶ歴史上最も偉大な100人のシンガー」においては第80位。
ヒット曲は、トップ40にフォー・シーズンズとして29曲、別名であるワンダー・フーとして1曲、ソロとして9曲がランクインしている。フォー・シーズンズの一員として全米第1位の曲は「シェリー」(1962年)、「恋のヤセがまん (Big Girls Don't Cry)」(1962年)、「恋のハリキリ・ボーイ (Walk Like a Man)」(1963年)、「悲しきラグ・ドール (Rag Doll)」(1964年)、「1963年12月 (あのすばらしき夜)」(1975年)などがある。
1967年、ヴァリのソロ「君の瞳に恋してる」は第2位となった。1966年からソロでレコーディングしていた「ユーアー・レディ・ナウ (You're Ready Now)」はノーザン・ソウルとしてイギリスで驚異的にヒットし、1970年12月、イギリスのポップ・チャートで第11位となった。他にソロとして「瞳の面影 (My Eyes Adored You)」(1974年)、「グリース(Grease)」(1978年)などが第1位となった。国内では「瞳の面影」を沢田研二と西城秀樹がカバーしている。
フォー・シーズンズのオリジナル・メンバーであるヴァリ、トミー・デヴィート、ニック・マッシ、ボブ・ゴーディオは、1990年にロックの殿堂に、1999年にヴォーカル・グループの殿堂に殿堂入りした。

## 生い立ち
1934年に5月3日にニュージャージー州ニューアークのファースト・ウォードにおいて、理容師の父親・アンソニー・カステルッチオ、専業主婦の母親・メアリー・リナルディの息子として生まれ、フランチェスコ・スティーブン・カステルッチオ (Francesco Stephen Castelluccio)と名付けられた。英語読みではフランシスとも言う。
ニューアークの人種が混在する学校に通っていたフランチェスコはジャズやR&Bに親しみ、7歳の頃には、母親に連れられニューヨークのパラマウント・シアターでフランク・シナトラの公演を観て以来、歌手を志すようになった。
音楽業界に身を置いたフランチェスコは、1953年にバラード「マイ・マザーズ・アイ (My Mother’s Eye)」でデビューするが、初期の頃の芸名「フランキー・ヴァレイ」の綴りは、Frankie Valleyで、これは彼が敬愛していた女性カントリー歌手の「テキサス・ジーン・ヴァリ ("Texas" Jean Valli)」が由来である 。後に、Valleとスペルを変えたり、「フランキー・タイラー (Frankie Tyler)」と名乗ったりしたこともあったが、最終的に元のヴァリに戻り、綴りはFrankie Valliに落ちついた。音楽業界で自立するまで理容師として働いた。
多くのセレブリティ同様、彼の生年については疑惑があった。2007年に彼が所属するユニバーサル・レコードによる彼の公式ホームページに掲載されるまで彼がこの問題について語ることはなかった。それまでの公式プロフィールには1937年と書かれていた。若い観客にアピールするための措置であったと推測される。ベア・ファミリー・レコード出版『The Four Lovers』 (BCD 15424)およびThe Smoking Gun で閲覧可能な1965年の顔写真によると1934年生まれとなっている。

## 経歴

### 1950年代から1960年代
1951年、フランチェスコ・スティーブン・カステルッチオ（フランキー・ヴァリの本名）は、ニッキー・デヴィート、トミー・デヴィート、ニック・マシオシで結成された「ヴァラエティ・トリオ」と共にプロとしての活動を開始した。フランチェスコの歌声を聴いた彼らがフランチェスコを自分達のグループに参加を要請したのである。
1952年後期、ヴァラエティ・トリオは解散し、フランチェスコとトミー・デヴィートはニュージャージー州ニューブランズウィックにあるザ・スタンドの座付きバンドの一員となった。ここでフランチェスコはベースと歌を担当した。
1953年、フランチェスコは、「フランキー・ヴァレイ (Frankie Valley)」の芸名で、1枚目のシングル「マイ・マザーズ・アイ (My Mother’s Eye)」を発表した。以降、敬愛する女性歌手テキサス・ジーン・ヴァリの姓の綴りを様々に変えて使用した。この頃ヴァリとトミー・デヴィートはザ・スタンドの座付きバンドを辞め、ハンク・メジャースキ、フランク・カトゥーン、ビリー・トンプソンと共に「ヴァリアトーンズ」を結成した。1956年、女性歌手のバック演奏のオーディションでニューヨークのレコード会社のピーター・ポールの目に留まり、1週間後RCAレコードのオーディションを受けることとなった。
彼等は「フォー・ラヴァーズ (Four Lovers)」と名を変え、何枚かのシングルとアルバム1枚分の楽曲をレコーディングした。1956年、「ユーアー・ザ・アップル・オブ・マイ・アイ (You're the Apple of My Eye)」を発表し、小ヒットとなった。その後のシングルは売れなかったが、アルバム『ジョイライド (Joyride)』は作らせてもらえた。1958年、ニッキー・デヴィートとハンク・メジャースキが脱退し、ニック・マシオシ(現ニック・マッシ)とヒュー・ギャリティが参加した。マッシはバンドを出たり入ったりしており、時々チャーリー・カレロがアコーディオン奏者として参加した。
1959年、後に俳優として大成するヴァリの旧知の友人ジョー・ペシ（当時は周辺関係者のパシリだった）から紹介されたキーボード奏者のボブ・ゴーディオがメンバーとなった。ヴァリとゴーディオはすぐに意気投合し、2人がグループのリーダーとなった。いくつかの変遷を経て、1960年、グループは「フォー・シーズンズ」と改名した。
ヴァリは、フォー・シーズンズのリード・シンガーとして、1962年の「シェリー (Sherry)」の歌唱で注目された。人気DJディック・クラークが自身が司会を務める全国放送のテレビ番組でこの曲を流すと、視聴者は今まで聴いたことのないヴァリの力強く強烈なファルセットにたちまち魅了され、放送後わずか24時間内に、「シェリー」は20万枚を売り上げた。大きな反響を呼んだ「シェリー」は、黒人歌手が99.9パーセントを占めるR&Bチャートでも1位となった（当時、白人グループがこのチャートに入るのは極めて異例であった）。
その後のシングルでも、ヴァリがボーカルを務めるフォー・シーズンズは、次々とヒット曲を生み出した。この頃のフォー・シーズンズは1965年、ベース奏者で編曲者のニック・マッシが脱退し、その代わりにチャーリー・カレロが参加し、その直後さらにジョセフ・ラブラチオ(芸名ジョー・ロング)に交代することとなった。
1960年代当時、ゴーディオと作曲仲間でプロデューサーのボブ・クリュー(1931年11月12日生、出生名：スタンリー・ロバート・クリュー)は、ヴァリのソロの曲を作曲した。当時有名バンドの歌手がバンドと別でソロ活動をすることはロック/ポップ界では珍しく(ザ・クリケッツのバディ・ホリーは例外)、他のバンドにも影響を与えた。バンドとソロの双方でチャート上位に入る可能性は高く、ヴァリ、ゴーディオ、クリューは演奏面でも商業的にも成功した。
ヴァリの声の調子までコピーしたとされる、イングランドで活動するアメリカ人バンドのザ・ウォーカー・ブラザーズが演奏した「太陽はもう輝かない (The Sun Ain't Gonna Shine (Anymore))」は元々ゴーディオ&クリューの作曲でヴァリが歌ったソロとしての初楽曲である。ヴァリの方はヒットしなかったが、ウォーカー・ブラザーズ版は大ヒットを遂げた。ヴァリはソロ活動も継続し、「君の瞳に恋してる(Can't Take My Eyes Off You )」で全米2位を記録した。アンディ・ウィリアムスをはじめ、後に広く多くのアーティストにカヴァーされるスタンダード曲になった。
ヴァリのソロ・デビュー・アルバム『Frankie Valli Solo』は多くのシングル曲と数枚の新曲で構成された。2枚目のアルバム発表前の1967年7月に発表したシングル「I Make A Fool Of Myself」は第18位となった。2枚目のソロ・アルバム『Timeless』はより明快で、ヴァリはじっくりとレコーディングに臨んだ。このアルバムの収録曲「To Give (The Reason I Live)」は第40位以内にランクインした。
ソロとフォー・シーズンズが5曲ずつ収録したアルバム『Half & Half』が1960年代最後の作品となった。このアルバムからのヒット曲は「The Girl I'll Never Know (Angels Never Fly This Low)」が第52位となったのみである。

### 1970年代から現在
1966年にソロでレコーディングを行ない、あまり注目されなかったシングル「ユア・レディー・ナウ (You're Ready Now)」がノーザン・ソウルとしてイギリスのダンスシーンでカルト的な人気を呼び驚異的なヒットとなった。「ユア・レディー・ナウ」は、1970年12月、イギリスのチャートで第11位となった。
1975年、ヴァリのシングル「瞳の面影 (My Eyes Adored You)」が『ビルボード』誌のHot 100で第1位となった。同年、ディスコ調の「スウェアーリン・トゥ・ゴッド (Swearin' to God)」が第6位となり、ガイ・フレッチャーとダグ・フレット作曲でボブ・ゴーディオによるプロデュースの「Fallen Angel」がイギリスのチャートでヒットした。当時、イギリスのチャートではフォー・シーズンズでヴァリがリード・ヴォーカルでない「Silver Star」も同時にヒットしていた。
1976年、ヴァリは音楽ドキュメンタリー『All This and World War II』の中でビートルズの「ア・デイ・イン・ザ・ライフ」をカヴァーした。
1978年、ヴァリは人気舞台の映画化『グリース』の主題歌でビージーズのバリー・ギブ作曲の「グリース(Grease)」を歌い、第1位となった。さらに1978年11月、「Save Me, Save Me」が『ビルボード』誌のイージー・リスニング・チャートに、1979年1月、「Fancy Dancer」がポップ・チャートにランクインした。
1970年代、ヴァリは耳硬化症に悩まされ、1970年代後期は耳ではなく記憶を頼りに歌っていた。1980年、手術によりほぼ完治した。
1992年、フォー・シーズンズのアルバム『Hope and Glory』が発表された。
2005年、ブロードウェイ・ミュージカル『ジャージー・ボーイズ』が開幕した。フランキー・ヴァリとフォー・シーズンズのヒット曲が多用され、フォー・シーズンズのメンバーであるトミー・デヴィート、フランキー・ヴァリ、ニック・マッシ、ボブ・ゴーディオの4人がそれぞれの視点から語る伝記的物語である。1980年に亡くなったヴァリの娘など、ヴァリの人生に実際に起こった出来事が描かれている。この作品は広く評価され、商業的にも成功し、トニー賞6部門を受賞しただけでなく、2014年にクリント・イーストウッド監督により映画化されている。パリス・ラスベガスおよび世界中でツアー公演が行なわれている。
2007年10月、1960年代の彼の好きな曲のカヴァーおよび当時録音した「Sunny」と「Any Day Now」の2曲を収録したアルバム『Romancing the 60s』を発表した。
2010年10月、ジュース・ニュートンのアルバム『Duets: Friends & Memories』の収録曲「The Biggest Part of Me」をデュエットした。
2012年10月19日より1週間、ブロードウェイでコンサートを行ない、これにより実質的にブロードウェイ・デビューとなった。

## 俳優業
HBOの『ザ・ソプラノズ 哀愁のマフィア』のシーズン5および6でマフィアのラスティ・ミリオ役(マンチキン・ランドの市長と語ったこともある)で出演した。この番組では『Big Girls Don't Cry』のエピソードなどでヴァリやフォー・シーズンズの曲が何度か使用された。
また『フルハウス』シーズン8の『DJ's Choice 』のエピソードでスペシャル・ゲストとして本人役で出演した。

## 慈善活動
National Italian American Foundation (NIAF)などの慈善活動を行なっている。2006年、NIAFの創立記念ガラでNIAF特別功労賞を受賞した。2008年、NIAFは東海岸ガラで彼の名を冠した奨学金をイタリア系アメリカ人音楽学生に授与した。
2012年5月、彼の多くの人道的活動によりEllis Island Medal of Honor を受賞した。

## 参考資料
- ヴェリー・ベスト・オブ・フランキー・ヴァリ＆フォー・シーズンズ (ライナーノーツ). フランキー・ヴァリ＆ザ・フォー・シーズンズ. ワーナーミュージック・ジャパン. 2017. WCR26211。